# ECC国際外語専門学校
ECC国際外語専門学校（イーシーシーこくさいがいごせんもんがっこう）は、学校法人山口学園が運営する大阪府大阪市北区にある専修学校。

## 概要
ECC国際外語専門学校は、文部科学大臣より「職業実践専門課程」に認定された、業界最先端の教育が受けられる学校である。
　「職業実践専門課程」とは、専門学校の職業教育の水準の維持向上を図ることを目的に、より実践的な職業教育の質の確保に組織的に取り組む専門学校を、2014年4月より文部科学大臣が「職業実践専門課程」として認定し、奨励する制度である。
　ECC国際外語専門学校では、エアライン学科、ホテル・観光学科、こども教育研究学科の3学科が認定されており、各分野の専門力、人間力、国際力の備わった国際社会で長く広く活躍する人材を育てている。特に「英語教育」においては、（公財）日本英語検定協会より15年で14回も団体賞を受賞している唯一の専門学校でもある。

## 沿革
- 1971年 ECC高等英語専門学院として設立
- 1984年 学校法人山口学園「国際外語専門学校」（現：ECC国際外語専門学校）に名称を変更して設立
- 1992年4月 ECC国際外語専門学校・天王寺校舎増築
- 2005年 新校舎が完成し、天王寺より現在の所在地へ移転

## コース
- グローバル英語コース（3年制）
- 総合英語コース（2年制）総合英語専攻・語学留学専攻
- 大学編入コース（2年制）
- 国際ビジネスコース（2年制）
- 国際エアラインコース（3年制）
- エアラインコース（2年制）
- ホテルコース（2年制）
- トラベルコース（2年制）
- こども教育コース（4年制）
- 海外インターンシップコース（3年制）
- アジア言語コース（2年制）
- 日本語学科（留学生対象）
- 国際コミュニケーション学科（留学生対象）

## 交通
- 地下鉄谷町線 中崎町駅 西へ徒歩約1分
- 地下鉄御堂筋線・阪神本線・阪急電鉄 梅田駅 東へ徒歩約8分
- 東海道本線（JR京都線・JR神戸線）・大阪環状線 大阪駅 御堂筋口から東へ徒歩約8分